# Список птиц Исландии
Список птиц Исландии включает около 350 видов. Остров Исландия расположен в северной части Атлантического океана и, обитающие на нём птицы типичны для Северной Европы.

## Утиные-Anatidae
- Лебедь-шипун- Cygnus olor
- Американский лебедь- Cygnus columbianus
- Лебедь-кликун- Cygnus cygnus
- Гуменник- Anser fabalis
- Короткоклювый гуменник- Anser brachyrhynchus
- Белолобый гусь- Anser albifrons
- Серый гусь- Anser anser
- Белый гусь- Chen caerulescens
- Канадская казарка- Branta canadensis
- Малая канадская казарка- Branta hutchinsii
- Белощёкая казарка- Branta leucopsis
- Чёрная казарка- Branta bernicla
- Краснозобая казарка- Branta ruficollis
- Огарь- Tadorna ferruginea
- Пеганка- Tadorna tadorna
- Каролинская утка- Aix sponsa
- Мандаринка- Aix galericulata
- Свиязь- Anas penelope
- Американская свиязь- Anas americana
- Серая утка- Anas strepera
- Чирок-свистунок- Anas crecca
- Зеленокрылый чирок- Anas carolinensis
- Кряква- Anas platyrhynchos
- Американская чёрная кряква- Anas rubripes
- Шилохвость- Anas acuta
- Чирок-трескунок- Anas querquedula
- Синекрылый чирок- Anas discors
- Широконоска- Anas clypeata
- Красноголовый нырок- Aythya ferina
- Американский красноголовый нырок- Aythya americana
- Парусиновый нырок- Aythya valisineria
- Ошейниковая чернеть- Aythya collaris
- Хохлатая чернеть- Aythya fuligula
- Морская чернеть- Aythya marila
- Малая морская чернеть- Aythya affinis
- Обыкновенная гага- Somateria mollissima
- Гага-гребенушка- Somateria spectabilis
- Сибирская гага- Polysticta stelleri
- Каменушка- Histrionicus histrionicus
- Морянка- Clangula hyemalis
- Синьга- Melanitta nigra
- Пестроносый турпан- Melanitta perspicillata
- Турпан- Melanitta fusca
- Малый гоголь- Bucephala albeola
- Исландский гоголь- Bucephala islandica
- Обыкновенный гоголь- Bucephala clangula
- Хохлатый крохаль- Lophodytes cucullatus
- Луток- Mergellus albellus
- Длинноносый крохаль- Mergus serrator
- Большой крохаль- Mergus merganser
- Американская савка -Oxyura jamaicensis

## Тетеревиные-Tetraonidae
- Тундряная куропатка — Lagopus muta

## Фазановые—Phasianidae
- Обыкновенный перепел — Coturnix coturnix

## Гагаровые—Gaviidae
- Краснозобая гагара — Gavia stellata
- Полярная гагара — Gavia immer

## Поганковые—Podicipedidae
- Малая пестроклювая поганка — Podilymbus podiceps
- Малая поганка — Tachybaptus ruficollis
- Чомга — Podiceps cristatus
- Серощёкая поганка — Podiceps grisegena
- Красношейная поганка — Podiceps auritus

## Альбатросовые—Diomedeidae
- Чернобровый альбатрос — Thalassarche melanophris

## Буревестниковые—Procellariidae
- Глупыш — Fulmarus glacialis
- Большой пестробрюхий буревестник — Puffinus gravis
- Серый буревестник — Puffinus griseus
- Обыкновенный буревестник — Puffinus puffinus

## Качурковые—Hydrobatidae
- Качурка Вильсона — Oceanites oceanicus
- Британская качурка — Hydrobates pelagicus
- Северная качурка — Oceanodroma leucorhoa

## Олушевые—Sulidae
- Северная олуша — Morus bassanus

## Баклановые—Phalacrocoracidae
- Большой баклан — Phalacrocorax carbo
- Хохлатый баклан — Phalacrocorax aristotelis

## Цаплевые—Ardeidae
- Большая выпь — Botaurus stellaris
- Американская выпь — Botaurus lentiginosus
- Индейский волчок — Ixobrychus exilis
- Малая выпь — Ixobrychus minutus
- Обыкновенная кваква — Nycticorax nycticorax
- Американская зелёная кваква — Butorides virescens
- Жёлтая цапля — Ardeola ralloides
- Египетская цапля — Bubulcus ibis
- Американская белая цапля — Egretta thula
- Малая белая цапля — Egretta garzetta
- Большая белая цапля — Ardea alba
- Серая цапля — Ardea cinerea
- Рыжая цапля — Ardea purpurea

## Аистовые—Ciconiidae
- Чёрный аист — Ciconia nigra
- Белый аист — Ciconia ciconia

## Ибисовые—Threskiornithidae
- Каравайка — Plegadis falcinellus
- Колпица — Platalea leucorodia

## Ястребиные—Accipitridae
- Осоед — Pernis apivorus
- Чёрный коршун — Milvus migrans
- Красный коршун — Milvus milvus
- Орлан-белохвост — Haliaeetus albicilla
- Болотный лунь — Circus aeruginosus
- Полевой лунь — Circus cyaneus
- Луговой лунь — Circus pygargus
- Перепелятник — Accipiter nisus
- Обыкновенный канюк — Buteo buteo
- Зимняк — Buteo lagopus
- Орёл-карлик — Aquila pennatus

## Скопиные—Pandionidae
- Скопа — Pandion haliaetus

## Соколиные—Falconidae
- Обыкновенная пустельга — Falco tinnunculus
- Кобчик — Falco vespertinus
- Дербник — Falco columbarius
- Чеглок — Falco subbuteo
- Кречет — Falco rusticolus
- Сапсан — Falco peregrinus

## Пастушковые—Rallidae
- Водяной пастушок — Rallus aquaticus
- Погоныш — Porzana porzana
- Коростель — Crex crex
- Камышница — Gallinula chloropus
- Малая султанка — Porphyrio martinica
- Лысуха — Fulica atra
- Американская лысуха — Fulica americana

## Журавлиные—Gruidae
- Серый журавль — Grus grus

## Кулики-сороки—Haematopodidae
- Кулик-сорока — Haematopus ostralegus

## Шилоклювковые—Recurvirostridae
- Шилоклювка — Recurvirostra avosetta

## Авдотковые—Burhinidae
- Авдотка — Burhinus oedicnemus

## Тиркушковые—Glareolidae
- Луговая тиркушка — Glareola pratincola
- Степная тиркушка — Glareola nordmanni

## Ржанковые—Charadriidae
- Галстучник — Charadrius hiaticula
- Перепончатопалый галстучник — Charadrius semipalmatus
- Крикливый зуёк — Charadrius vociferus
- Большеклювый зуёк — Charadrius leschenaultii
- Хрустан — Charadrius morinellus
- Американская ржанка — Pluvialis dominica
- Золотистая ржанка — Pluvialis apricaria
- Тулес — Pluvialis squatarola
- Пигалица — Vanellus vanellus

## Бекасовые—Scolopacidae
- Исландский песочник — Calidris canutus
- Песчанка — Calidris alba
- Малый песочник — Calidris pusilla
- Перепончатопалый песочник — Calidris mauri
- Кулик-воробей — Calidris minuta
- Песочник-крошка — Calidris minutilla
- Бонапартов песочник — Calidris fuscicollis
- Бэрдов песочник — Calidris bairdii
- Дутыш — Calidris melanotos
- Краснозобик — Calidris ferruginea
- Длинноногий песочник — Calidris himantopus
- Морской песочник — Calidris maritima
- Чернозобик — Calidris alpina
- Грязовик — Limicola falcinellus
- Канадский песочник — Tryngites subruficollis
- Турухтан — Philomachus pugnax
- Гаршнеп — Lymnocryptes minimus
- Обыкновенный бекас — Gallinago gallinago
- Длинноклювый американский бекасовидный веретенник — Limnodromus scolopaceus
- Вальдшнеп — Scolopax rusticola
- Большой веретенник — Limosa limosa
- Малый веретенник — Limosa lapponica
- Средний кроншнеп — Numenius phaeopus
- Большой кроншнеп — Numenius arquata
- Длиннохвостый песочник — Bartramia longicauda
- Щёголь — Tringa erythropus
- Травник — Tringa totanus
- Большой улит — Tringa nebularia
- Пёстрый улит — Tringa melanoleuca
- Желтоногий улит — Tringa flavipes
- Улит-отшельник — Tringa solitaria
- Черныш — Tringa ochropus
- Фифи — Tringa glareola
- Обыкновенный перевозчик — Actitis hypoleucos
- Пятнистый перевозчик — Actitis macularia
- Камнешарка — Arenaria interpres
- Большой плавунчик — Phalaropus tricolor
- Круглоносый плавунчик — Phalaropus lobatus
- Плосконосый плавунчик — Phalaropus fulicarius

## Поморниковые—Stercorariidae
- Средний поморник — Stercorarius pomarinus
- Короткохвостый поморник — Stercorarius parasiticus
- Длиннохвостый поморник — Stercorarius longicaudus
- Большой поморник — Stercorarius skua

## Чайковые—Laridae
- Ацтекская чайка — Larus atricilla
- Франклинова чайка — Larus pipixcan
- Малая чайка — Larus minutus
- Вилохвостая чайка — Larus sabini
- Бонапартова чайка — Larus philadelphia
- Озёрная чайка — Larus ridibundus
- Делавэрская чайка — Larus delawarensis
- Сизая чайка — Larus canus
- Клуша — Larus fuscus
- Серебристая чайка — Larus argentatus
- Хохотунья — Larus cachinnans
- Чайка Тэйера — Larus thayeri
- Полярная чайка — Larus glaucoides
- Бургомистр — Larus hyperboreus
- Морская чайка — Larus marinus
- Розовая чайка — Rhodostethia rosea
- Обыкновенная моевка — Rissa tridactyla
- Белая чайка — Pagophila eburnea

## Крачковые—Sternidae
- Чайконосая крачка — Sterna nilotica
- Пестроносая крачка — Sterna sandvicensis
- Обыкновенная крачка — Sterna hirundo
- Полярная крачка — Sterna paradisaea
- Форстерова крачка — Sterna forsteri
- Тёмная крачка — Sterna fuscata
- Белощёкая болотная крачка — Chlidonias hybridus
- Чёрная крачка — Chlidonias niger
- Белокрылая крачка — Chlidonias leucopterus

## Чистиковые—Alcidae
- Тонкоклювая кайра — Uria aalge
- Толстоклювая кайра — Uria lomvia
- Гагарка — Alca torda
- Бескрылая гагарка — Pinguinus impennis
- Обыкновенный чистик — Cepphus grylle
- Люрик — Alle alle
- Большая конюга — Aethia cristatella
- Атлантический тупик — Fratercula arctica

## Голубиные—Columbidae
- Сизый голубь — Columba livia
- Клинтух — Columba oenas
- Вяхирь — Columba palumbus
- Кольчатая горлица — Streptopelia decaocto
- Обыкновенная горлица — Streptopelia turtur
- Плачущая горлица — Zenaida macroura

## Кукушковые—Cuculidae
- Обыкновенная кукушка — Cuculus canorus
- Черноклювая кукушка — Coccyzus erythropthalmus
- Желтоклювая кукушка — Coccyzus americanus

## Совиные—Strigidae
- Сплюшка — Otus scops
- Полярная сова — Bubo scandiacus
- Ушастая сова — Asio otus
- Болотная сова — Asio flammeus

## Настоящие козодои—Caprimulgidae
- Обыкновенный козодой — Caprimulgus europaeus
- Малый сумеречный козодой — Chordeiles minor

## Стрижиные—Apodidae
- Чёрный стриж — Apus apus
- Белобрюхий стриж — Tachymarptis melba

## Зимородковые—Alcedinidae
- Опоясанный пегий зимородок — Megaceryle alcyon

## Щурковые—Meropidae
- Золотистая щурка — Merops apiaster

## Сизоворонковые—Coraciidae
- Сизоворонка — Coracias garrulus

## Удодовые—Upupidae
- Удод — Upupa epops

## Дятловые—Picidae
- Вертишейка — Jynx torquilla
- Дятел-сосун — Sphyrapicus varius
- Большой пёстрый дятел — Dendrocopos major

## Тиранновые—Tyrannidae
- Акадский белоглазый мухолов — Empidonax virescens
- Малый белоглазый мухолов — Empidonax minimus
- Белоглазый мухолов Элдера — Empidonax alnorum

## Жаворонковые—Alaudidae
- Малый жаворонок — Calandrella brachydactyla
- Полевой жаворонок — Alauda arvensis
- Рогатый жаворонок — Eremophila alpestris

## Ласточковые—Hirundinidae
- Береговушка — Riparia riparia
- Деревенская ласточка — Hirundo rustica
- Рыжепоясничная ласточка — Cecropis daurica
- Белолобая горная ласточка — Petrochelidon pyrrhonota
- Городская ласточка — Delichon urbica

## Трясогузковые—Motacillidae
- Полевой конёк — Anthus campestris
- Пятнистый конёк — Anthus hodgsoni
- Лесной конёк — Anthus trivialis
- Сибирский конёк — Anthus gustavi
- Луговой конёк — Anthus pratensis
- Береговой конёк — Anthus petrosus
- Горный конёк — Anthus spinoletta
- Американский конёк — Anthus rubescens
- Жёлтая трясогузка — Motacilla flava
- Желтоголовая трясогузка — Motacilla citreola
- Горная трясогузка — Motacilla cinerea
- Белая трясогузка — Motacilla alba

## Свиристелевые—Bombycillidae
- Американский свиристель — Bombycilla cedrorum
- Обыкновенный свиристель — Bombycilla garrulus

## Крапивниковые—Troglodytidae
- Обыкновенный крапивник — Troglodytes troglodytes

## Завирушковые—Prunellidae
- Лесная завирушка — Prunella modularis

## Дроздовые—Turdidae
- Пёстрый дрозд — Zoothera dauma
- Изменчивый дрозд — Zoothera naevia
- Лесной дрозд — Hylocichla mustelina
- Дрозд-отшельник — Catharus guttatus
- Свэнсонов дрозд — Catharus ustulatus
- Малый дрозд — Catharus minimus
- Белозобый дрозд — Turdus torquatus
- Чёрный дрозд — Turdus merula
- Краснозобый дрозд — Turdus ruficollis
- Рябинник — Turdus pilaris
- Певчий дрозд — Turdus philomelos
- Белобровик — Turdus iliacus
- Деряба — Turdus viscivorus
- Странствующий дрозд — Turdus migratorius

## Славковые—Sylviidae
- Пятнистый сверчок — Locustella lanceolata
- Обыкновенный сверчок — Locustella naevia
- Речной сверчок — Locustella fluviatilis
- Камышовка-барсучок — Acrocephalus schoenobaenus
- Индийская камышовка — Acrocephalus agricola
- Тростниковая камышовка — Acrocephalus scirpaceus
- Болотная камышовка — Acrocephalus palustris
- Садовая камышовка — Acrocephalus dumetorum
- Южная бормотушка — Hippolais rama
- Зелёная пересмешка — Hippolais icterina
- Многоголосая пересмешка — Hippolais polyglotta
- Славка-черноголовка — Sylvia atricapilla
- Садовая славка — Sylvia borin
- Ястребиная славка — Sylvia nisoria
- Славка-завирушка — Sylvia curruca
- Серая славка — Sylvia communis
- Рыжегрудая славка — Sylvia cantillans
- Пеночка-таловка — Phylloscopus borealis
- Пеночка-зарничка — Phylloscopus inornatus
- Пеночка-трещотка — Phylloscopus sibilatrix
- Пеночка-теньковка — Phylloscopus collybita
- Пеночка-весничка — Phylloscopus trochilus

## Корольковые—Regulidae
- Рубиновоголовый королёк — Regulus calendula
- Желтоголовый королёк — Regulus regulus

## Мухоловковые—Muscicapidae
- Серая мухоловка — Muscicapa striata
- Малая мухоловка — Ficedula parva
- Мухоловка-пеструшка — Ficedula hypoleuca
- Зарянка — Erithacus rubecula
- Обыкновенный соловей — Luscinia luscinia
- Южный соловей — Luscinia megarhynchos
- Соловей-красношейка — Luscinia calliope
- Варакушка — Luscinia svecica
- Горихвостка-чернушка — Phoenicurus ochruros
- Обыкновенная горихвостка — Phoenicurus phoenicurus
- Луговой чекан — Saxicola rubetra
- Черноголовый чекан — Saxicola rubicola
- Обыкновенная каменка — Oenanthe oenanthe

## Синицевые—Paridae
- Большая синица — Parus major

## Поползневые—Sittidae
- Канадский поползень — Sitta canadensis

## Иволговые—Oriolidae
- Обыкновенная иволга — Oriolus oriolus

## Сорокопутовые—Laniidae
- Обыкновенный жулан — Lanius collurio
- Серый сорокопут — Lanius excubitor
- Красноголовый сорокопут — Lanius senator

## Врановые—Corvidae
- Галка — Corvus monedula
- Грач — Corvus frugilegus
- Серая ворона — Corvus cornix
- Ворон — Corvus corax

## Скворцовые—Sturnidae
- Обыкновенный скворец — Sturnus vulgaris
- Розовый скворец — Pastor roseus

## Воробьиные—Passeridae
- Домовый воробей — Passer domesticus
- Полевой воробей — Passer montanus

## Виреоновые—Vireonidae
- Красноглазый виреон — Vireo olivaceus

## Вьюрковые—Fringillidae
- Зяблик — Fringilla coelebs
- Юрок — Fringilla montifringilla
- Обыкновенная зеленушка — Carduelis chloris
- Черноголовый щегол — Carduelis carduelis
- Чиж — Carduelis spinus
- Коноплянка — Carduelis cannabina
- Чечётка — Carduelis flammea
- Пепельная чечётка — Carduelis hornemanni
- Клест-еловик — Loxia curvirostra
- Клест-сосновик — Loxia pytyopsittacus
- Обыкновенная чечевица — Carpodacus erythrinus
- Снегирь — Pyrrhula pyrrhula
- Обыкновенный дубонос — Coccothraustes coccothraustes

## Древесницевые—Parulidae
- Пегий певун — Mniotilta varia
- Зелёный пеночковый певун — Vermivora peregrina
- Белоглазая парула — Parula americana
- Золотистый лесной певун — Dendroica petechia
- Голубой лесной певун — Dendroica cerulea
- Синеспинный лесной певун — Dendroica caerulescens
- Зелёный лесной певун — Dendroica virens
- Еловый лесной певун — Dendroica fusca
- Магнолиевый лесной певун — Dendroica magnolia
- Миртовый лесной певун — Dendroica coronata
- Пальмовый лесной певун — Dendroica palmarum
- Пестрогрудый лесной певун — Dendroica striata
- Американская горихвостка — Setophaga ruticilla
- Масковый певун — Geothlypis trichas
- Канадская вильсония — Wilsonia canadensis

## Танагровые—Thraupidae
- Красно-чёрная пиранга — Piranga olivacea

## Овсянковые—Emberizidae
- Пестрогрудая овсянка — Passerella iliaca
- Белоголовая зонотрихия — Zonotrichia leucophrys
- Белошейная зонотрихия — Zonotrichia albicollis
- Серый юнко — Junco hyemalis
- Лапландский подорожник — Calcarius lapponicus
- Пуночка — Plectrophenax nivalis
- Белошапочная овсянка — Emberiza leucocephalos
- Обыкновенная овсянка — Emberiza citrinella
- Садовая овсянка — Emberiza hortulana
- Овсянка-ремез — Emberiza rustica
- Овсянка-крошка — Emberiza pusilla
- Дубровник — Emberiza aureola
- Камышовая овсянка — Emberiza schoeniclus
- Черноголовая овсянка — Emberiza melanocephala

## Кардиналовые—Cardinalidae
- Красногрудый кардинал — Pheucticus ludovicianus
- Индиговый овсянковый кардинал — Passerina cyanea

## Трупиаловые—Icteridae
- Желтоголовый трупиал — Xanthocephalus xanthocephalus
- Балтиморская иволга — Icterus galbula[1]